# 滅亡を呼ぶピラミッド
「滅亡を呼ぶピラミッド」（めつぼうをよぶピラミッド、原題: "The Pyramid at the End of the World"）は、イギリスのSFドラマ『ドクター・フー』の第10シリーズ第6話。スティーヴン・モファットが脚本を執筆し、2017年5月27日に BBC One で初放送された。「滅亡を呼ぶピラミッド」は批評家から一般に肯定的にレビューされた。
本作は修道士三部作の第2作である。前話「迫る終焉」で消滅した仮想世界の自分から警告を受けた12代目ドクター（演:ピーター・カパルディ）は、タルメジスタンに出現した謎のピラミッドを調査し、人類を支配下に置こうとする古代の修道士と対峙する。修道士の目的は迫り来る人類の滅亡から彼らを救う代わりに信仰を集めて地球の支配権を獲得することであり、ドクターはタルメジスタン国境に揃うアメリカ軍・ロシア連邦軍・中国人民解放軍を束ね、世界終末時計の針が動く中、人類滅亡の原因を修道士よりも先に取り除こうとする。

## 連続性
地球が危機に陥った際にドクターが地球大統領に就任する制度は「天国での死」（2015年）で、架空国家タルメジスタンは「ザイゴンの侵略」（2016年）で初登場した。
3つの軍隊の司令官は敵対行為を止めて和平のチャンスを与えることに同意する。これはプラスティック・オノ・バンドの歌「平和を我等に」を反映している。また、ドクターは科学者のエリカを褒める際に "By George, she’s got it!" と叫んでいるが、これはミュージカル『マイ・フェア・レディ』の台詞に由来する。

## 製作
ハーネスは元々人間の代表を朝鮮民主主義人民共和国・アメリカ合衆国・イギリスの指導者、すなわち事実上の金正恩とドナルド・トランプおよびジェレミー・コービンにさせるつもりであったが、3人の軍人に変更された。国際連合の事務総長はスピンオフシリーズ『秘密情報部トーチウッド』の第1シリーズ「戦いの傷跡」（2006年）にタニザキ博士役で出演した伊川東吾が演じた。
「滅亡を呼ぶピラミッド」の撮影は前話「迫る終焉」と共に2016年11月23日から2017年1月17日にかけて行われた。

## 放送と反応
リアルタイム視聴者数は401万人で、タイムシフト視聴者を加算すると579万人、Appreciation Index は82を記録した。
日本では放送されていないが、2018年3月31日にHuluで「滅亡を呼ぶピラミッド」を含む第10シリーズの独占配信が開始された。

### 批評家の反応
| 専門評論家によるレビュー           | 専門評論家によるレビュー |
| レビュー・スコア                   | レビュー・スコア         |
| 出典                               | 評価                     |
| ---------------------------------- | ------------------------ |
| The A.V. Club                      | B                        |
| エンターテインメント・ウィークリー | B+                       |
| SFX                                | [ 12 ]                   |
| TV Fanatic                         | [ 13 ]                   |
| IndieWire                          | B-                       |
| IGN                                | 8/10                     |
| ニューヨーク・マガジン             | [ 16 ]                   |
| ラジオ・タイムズ                   | [ 17 ]                   |
| デイリー・ミラー                   | [ 18 ]                   |

「滅亡を呼ぶピラミッド」は批評家から一般に肯定的にレビューされた。
The A.V. Clubのアラスデア・ウィルキンスは本作にB評価を付けた。彼はエピソードの出来事自体は平凡なものであると考え、「不快感を与えないまともなものだった」と評価し、本作の1回限りのキャラクターが過去にシリーズに登場したキャラクターと同程度にしか記憶に残らない、あるいは説得力に欠けるものだったと述べた。しかし、彼はエピソードの結末を称賛し、解決方法が「時の終わり」パート2に似ていたと指摘した上、ドクターがいかに犠牲を払って世界を救ったかを称えた。彼は高く評価している「迫る終焉」と期待される「嘘という支配」の間のエピソードとして「滅亡を呼ぶピラミッド」を思い出すことになるだろうと述べた。TV Fanatic のキャサリン・ウィーデルは本作に星3.5を与え、エピソードの幾つかの曖昧な点や、修道士の同意の必要性が説明されていないこと、ドクターの地球大統領としての地位が無視されていることといった問題点を指摘した。彼女は劇中にこれまでのエピソードとのつながりを感じさせる要素が多いことや、科学者エリカ役のレイチェル・デニングを称賛した。
ニューヨーク・マガジンのロス・ルーディガーは星5つの評価を付け、ピーター・ハーネスの脚本や、繰り返される"人類の生死を左右する重大な決断"、ダニエル・ネサイムの演出を称賛した。また、ルーディガーは本作がどれだけ「政治的に熱がこもった」作品かについてもコメントした。また、彼はマンチェスター・アリーナに於ける爆発物事件を受けてエピソードからテロについての言及が削除されたことについて、「理解できる」としながらも、このシーンが物語に関連した疑問を投げかけていたと述べた。ラジオ・タイムズのパトリック・マルケーンは星4つを与え、危険なシリアスと滑稽なナンセンスの奇妙なブレンドであると評した。彼はエピソードの終わりでのドクターとビルのストーリーライン、そして失明の暴露が本作での最高のパートだったと述べ、テリー・ネイションの Survivors を想起させるとした。